# Markus Eisenbichler
Markus Eisenbichler (* 3. April 1991 in Bad Reichenhall) ist ein ehemaliger deutscher Skispringer. Sein größter Erfolg war der Weltmeistertitel im Einzel von der Großschanze bei den Nordischen Skiweltmeisterschaften 2019 in Seefeld. Zudem wurde er Zweiter bei der Vierschanzentournee 2018/19, Mannschaftsweltmeister 2019 und 2021 sowie Mixed-Team-Weltmeister 2017, 2019 und 2021. Mit sechs WM-Goldmedaillen, davon fünf im Team, ist er aktuell der erfolgreichste deutsche Skispringer der WM-Geschichte.

## Werdegang

### Von der Jugend zu den ersten Punktgewinnen im Weltcup
Markus Eisenbichler, Spitzname „Eisei“, war ab seinem achten Lebensjahr Skispringer. Ab dem 30. Juni 2006 war er international als Skispringer zu sehen, unter anderem im FIS Cup, Alpencup und Continental Cup. Bei den OPA-Spielen 2007 wurde er Sechster. Im Dezember 2008 belegte er zweimal den zweiten Platz im Deutschlandpokal. Im Jahr 2009 wurde Eisenbichler deutscher Jugendmeister im Einzel und im Team. 2010 schaffte er nicht die Qualifikation zum Weltcupspringen in Klingenthal. Im selben Jahr belegte er in der Alpencup-Gesamtwertung den vierten Platz. Mit dem zweiten Platz am 27. Februar 2011 in Zakopane sprang er erstmals bei einem Continental-Cup-Springen auf das Podest. Zum ersten Mal sprang er 2011 in Almaty beim Sommer-Grand-Prix und belegte den 19. Platz. Sein Weltcupdebüt gab er am 30. Dezember 2011 zum Auftakt zur Vierschanzentournee in Oberstdorf. Dort gewann er nach einem Sieg im K.-O.-Duell gegen Martin Schmitt mit dem 30. Platz seinen ersten Weltcuppunkt. Im September 2012 stürzte Eisenbichler im Training in Oberstdorf schwer und zog sich einen Brustwirbelbruch zu.
Im Oktober 2013 belegte er bei den deutschen Meisterschaften in Oberstdorf im Teamspringen auf der Großschanze Platz 3 mit der zweiten bayerischen Mannschaft. In Sapporo feierte Eisenbichler Mitte Januar 2014 im Continental Cup seine ersten Siege. Auf der Großschanze deklassierte er die Konkurrenten gleich zweimal und siegte mit großem Vorsprung. Kurz darauf schaffte Eisenbichler ebenfalls in Sapporo mit zwei achten Plätzen seine bis dahin besten Weltcup-Resultate.

### Vom ersten Weltcup-Podest zur Olympiateilnahme
In der Saison 2016/17 holte Eisenbichler mit einem dritten Platz am 11. Dezember 2016 in Lillehammer seinen ersten Podestplatz in einem Einzelspringen. Bei den Nordischen Skiweltmeisterschaften 2017 in Lahti gewann er im Einzelwettbewerb von der Normalschanze die Bronzemedaille hinter Stefan Kraft und Andreas Wellinger. Im Mixed-Teamwettbewerb wurde er zusammen mit Carina Vogt, Svenja Würth und Andreas Wellinger Weltmeister. Auf der Großschanze wurde er im Einzelwettbewerb 13. und mit der Mannschaft Vierter. Am 25. März 2017 stellte Eisenbichler mit einem Flug auf 248,0 Meter auf der Skiflugschanze von Planica einen neuen deutschen Weitenrekord auf.
Bei den Olympischen Winterspielen 2018 in Pyeongchang erreichte Eisenbichler Platz 8 auf der Normalschanze und Platz 14 auf der Großschanze. Am Mannschaftsspringen, bei dem das deutsche Quartett die Silbermedaille gewann, war Eisenbichler nicht beteiligt. Er hatte zuvor ein internes Ausscheidungsspringen gegen seinen Teamkollegen Stephan Leyhe verloren. Die bis dahin beste Platzierung bei einem Weltcup-Springen gelang ihm in der Saison 2017/18 – kurz nach den Winterspielen – am 4. März in Lahti, wo er den zweiten Platz belegte.

### 2018/19 – Die Saison der großen Erfolge

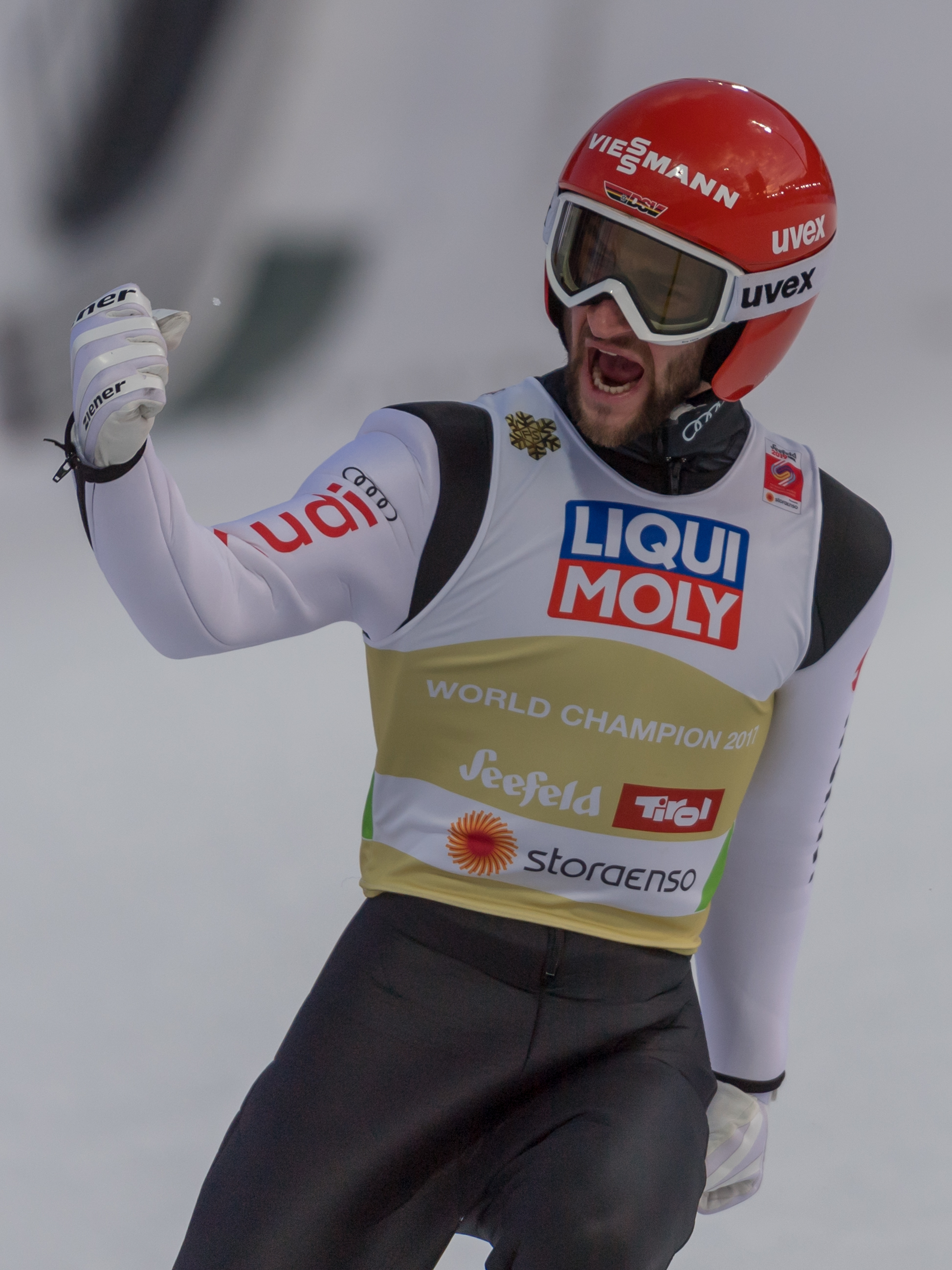
Markus Eisenbichler bei der WM 2019 in Seefeld

Die Saison 2018/19 begann für Eisenbichler recht mäßig mit Platzierungen zwischen 10 und 48 bei den ersten sechs Wettbewerben. Beim Sonntagsspringen von Engelberg zeigte er sich dann aber deutlich formverbessert und erreichte den sechsten Rang. Zur anschließenden Vierschanzentournee stieg die Formkurve weiter an. Eisenbichler erreichte sowohl in Oberstdorf als auch in Garmisch-Partenkirchen Platz 2 sowie in Innsbruck Platz 13, ehe er die Tournee in Bischofshofen als Fünfter abschloss. Damit wurde Eisenbichler Zweiter der Gesamtwertung – hinter dem überragenden vierfachen Tagessieger Ryōyū Kobayashi. Auch in den folgenden Wochen gehörte Eisenbichler im Weltcup zur absoluten Weltspitze. Besonders beim Skifliegen von der Heini-Klopfer-Skiflugschanze in Oberstdorf zeigte er mit den Rängen zwei, drei und zehn herausragende Leistungen. Bei den Nordischen Skiweltmeisterschaften 2019 in Seefeld wurde er Weltmeister von der Großschanze in Innsbruck vor seinem Teamkollegen Karl Geiger und dem Schweizer Killian Peier, ohne zuvor ein Weltcup-Springen im Einzel gewonnen zu haben. Der letzte Springer zuvor, der Weltmeister wurde, ohne bislang einen Weltcupsieg errungen zu haben, war der Norweger Tommy Ingebrigtsen bei den Weltmeisterschaften 1995. Nachdem Eisenbichler bereits die Qualifikation vor Geiger und Peier gewonnen hatte, erzielte er im ersten Durchgang des Wettkampfs eine Weite von 131,5 Metern. Nach 1,2 Punkten Rückstand auf Peier gelang ihm im zweiten Durchgang mit dem weitesten Sprung des Tages von 135,5 Metern der Gewinn des Weltmeistertitels. Am Folgetag gewann er auf derselben Schanze mit Karl Geiger, Richard Freitag und Stephan Leyhe auch den Weltmeistertitel im Teamspringen. Beim Wettbewerb von der Normalschanze sprang Eisenbichler vom 25. Platz nach dem ersten Durchgang noch auf den siebten Rang. Er profitierte dabei vom einsetzenden Schneefall, der für die später startenden Springer die Anlaufspur deutlich langsamer machte und somit insbesondere die Führenden des ersten Durchgangs traf. Auch im Mixed-Team-Wettbewerb am 2. März wurde er zusammen mit Katharina Althaus, Juliane Seyfarth und Karl Geiger Weltmeister. Unmittelbar nach den Weltmeisterschaften stand die Raw Air 2019 an, bei der Eisenbichler zunächst nicht an seine WM-Form anknüpfen konnte. Beim abschließenden Skifliegen in Vikersund erreichte er mit dem fünften Rang seine beste Raw-Air-Platzierung und wurde so noch Vierter in der Gesamtwertung. Zudem war er noch im Rennen um die Skiflug-Gesamtweltcupwertung, die er gewinnen wollte: „Ich mag die Schanze in Planica und habe gute Karten“, zeigte sich Eisenbichler vor dem Wochenende in Planica zuversichtlich. Am 22. März 2019 gewann er beim Skifliegen von der Letalnica bratov Gorišek in Planica seinen ersten Einzelwettbewerb im Skisprung-Weltcup. Mit diesem Sieg übernahm er zwischenzeitlich die Führung im Skiflug-Weltcup, doch musste er diese nach dem dritten Rang beim abschließenden Wettkampf wieder an Ryōyū Kobayashi abgeben. Die Saison schloss er daher als Zweiter in der Skiflug-Wertung sowie als Siebter im Gesamtweltcup ab.

### Seit 2019 – Vom Sorgenkind zurück zum Leistungsträger
Nachdem das deutsche Team mit einigen Verletzungen zu kämpfen hatte, ging Eisenbichler neben dem bereits im Sommer auftrumpfenden Karl Geiger als Hoffnungsträger des DSV in die Saison 2019/20. Allerdings konnte er diesen Erwartungen im ersten Saisondrittel nicht gerecht werden und verpasste teilweise gar den zweiten Durchgang. Eine Leistungssteigerung vollzog Eisenbichler bei der Vierschanzentournee 2019/20, als er zwar sein Leistungspotential noch nicht ausschöpfte, jedoch dreimal unter die Top 15 sprang und letztlich den fünfzehnten Rang in der Gesamtwertung belegte. Wenige Tage nach der Tournee rutschte Eisenbichler auf einem Parkplatz in Ruhpolding bei Glatteis aus und verletzte sich dabei an der rechten Hand. Da er die Kapsel-Bandläsion konservativ behandeln ließ, verpasste er lediglich die zwei darauffolgenden Weltcup-Wochenenden. Bei seiner Rückkehr in Zakopane belegte Eisenbichler einen soliden zwölften Platz und bestätigte so die Aufwärtstendenzen aus der Vierschanzentournee. Dementsprechend kamen die schwächeren Leistungen in den folgenden Wochen, in denen er fünfmal hintereinander eine Platzierung unter den besten 15 verpasste, unerwartet. Erst beim ersten Weltcup im rumänischen Râșnov konnte er als Elfter wieder näher an sein Potential anschließen. Dieses wurde beim Raw-Air-Wettbewerb in Lillehammer am 9. März deutlich, als er mit 138 Metern den weitesten Sprung des Tages zeigte und nur mit 0,4 Punkten Rückstand auf Peter Prevc Zweiter wurde. Den Winter schloss er nach dem vorzeitigen Saisonabbruch aufgrund der COVID-19-Pandemie auf dem 23. Platz in der Gesamtweltcupwertung ab.
Im Sommer 2020 waren aufgrund der Pandemie weiterhin kaum Wettbewerbe möglich, sodass Eisenbichler nur bei den deutschen Meisterschaften 2020 in Oberstdorf an einem offiziellen Wettkampf teilnahm. Dabei zeigte er eine hervorragende Leistung und wurde mit deutlichem Vorsprung auf Martin Hamann und Karl Geiger zum ersten Mal Deutscher Meister im Einzel. Darüber hinaus verteidigte er gemeinsam mit Severin Freund, Pius Paschke und Karl Geiger den Meistertitel mit dem bayerischen Team. Mit diesem Erfolg sowie guten Trainingsleistungen im Rücken reiste Eisenbichler erneut als Hoffnungsträger zum Weltcup-Auftakt nach Wisła. Den hohen Erwartungen konnte er dabei von Beginn an gerecht werden und zeigte nur als deutscher Schlussspringer im zweiten Durchgang des Teamspringen eine kleine Schwäche, sodass sich das deutsche Team knapp den ÖSV-Adlern geschlagen geben musste. Beim Einzelspringen von der Malinka sprang Eisenbichler trotz fehlerhafter Landung vom dritten Rang nach dem ersten Durchgang auf den ersten Platz vor und holte so seinen zweiten Weltcup-Sieg. Darüber hinaus übernahm er erstmals in seiner Karriere das Gelbe Trikot des Gesamtweltcupführenden. Dieses konnte er in Ruka verteidigen, als er mit einem Vorsprung von 19,3 Punkten seinen zweiten Sieg in Folge erzielte. Bei der Skiflug-Weltmeisterschaft 2020 in Planica gewann er als Dritter im Einzel die Bronzemedaille und zusammen mit Constantin Schmid, Pius Paschke und Karl Geiger die Silbermedaille als Zweiter im Teamwettbewerb hinter Norwegen. Bei den Nordischen Skiweltmeisterschaften 2021 in Oberstdorf wurde er gemeinsam mit Katharina Althaus, Anna Rupprecht und Karl Geiger erneut Weltmeister im Mixed-Team. Aufgrund des bisherigen Saisonverlaufs sowie starker Konkurrenz galt die Titelverteidigung als unerwartet: „Ich bin so glücklich, dass wir wieder Mixed-Weltmeister sind. Vor dem Wettkampf hätte ich nicht mal an eine Medaille gedacht, eher an Platz vier oder fünf“, so Eisenbichler nach dem Wettkampf. Auch das Teamspringen gewann er in einer knappen Entscheidung zusammen mit Pius Paschke, Severin Freund und Karl Geiger.
Die Saison 2021/22 begann für Eisenbichler mit einigen Top-Ten-Platzierungen im Weltcup, bevor er in Klingenthal und Engelberg einige schwächeren Platzierungen hinnehmen musste. Jedoch konnte er fortan seine Leistungen wieder stabilisieren und sprang beim Neujahrsspringen der Vierschanzentournee in Garmisch-Partenkirchen auf den zweiten Rang hinter dem späteren Gesamtsieger Ryōyū Kobayashi. In der Gesamtwertung belegte er schließlich den fünften Platz, sechs Punkte hinter Teamkollege und Viertplatziertem Karl Geiger.
Bei den Olympischen Winterspielen 2022 in Peking hatte er zunächst mit einigen Schwierigkeiten zu kämpfen, auf der Normalschanze belegte er nur den 31. Rang, womit er bereits nach dem ersten Durchgang ausschied. Folglich wurde Eisenbichler nicht für das Mixed-Team-Springen berücksichtigt, konnte sich jedoch daraufhin deutlich steigern und wurde im Einzelspringen von der Großschanze Fünfter. Seine erste olympische Medaille gewann er im Teamspringen zusammen mit Constantin Schmid, Stephan Leyhe und Karl Geiger, als sie den dritten Platz hinter Österreich und Slowenien belegten.
Nach einer durchwachsenen ersten Saisonhälfte 2022/23 konnte er gegen Ende wieder stärkere Leistungen abrufen und sprang in Lillehammer nur knapp am Podest vorbei und stellte dabei mit 146 Metern den Schanzenrekord ein.
Zu Beginn der Saison 2023/24 folgte jedoch die nächste Enttäuschung, als er an den ersten beiden Wochenenden nicht für das deutsche Weltcup-Aufgebot nominiert wurde. Er sprang die Saison im Continental Cup. Im Dezember 2023 wurde er das erste Mal seit 2012 nicht für die Vierschanzentournee nominiert. Auch für die nationale Gruppe in Garmisch-Partenkirchen auf der Großen Olympiaschanze reichte es nicht, stattdessen belegte er auf dieser Schanze am 6. Januar 2024 im Continental Cup den 47. Platz.
Die Saison 2024/25 begann er wieder im Weltcup und sammelte am ersten Wochenende in Lillehammer direkt erste Weltcuppunkte. Im März 2025 gab er bekannt, nach dem Weltcup-Finale in Planica von 28. bis 30. März 2025 seine Karriere zu beenden.

## Sprungstil
Markus Eisenbichlers Stärke lag in seiner effektiven Fluglage und seinem Fluggefühl, das ihm vor allem auf Skiflugschanzen zugutekam. Er ist mit 248 Metern, aufgestellt am 5. März 2017 in Planica, deutscher Rekordhalter im Skifliegen.

## Erfolge

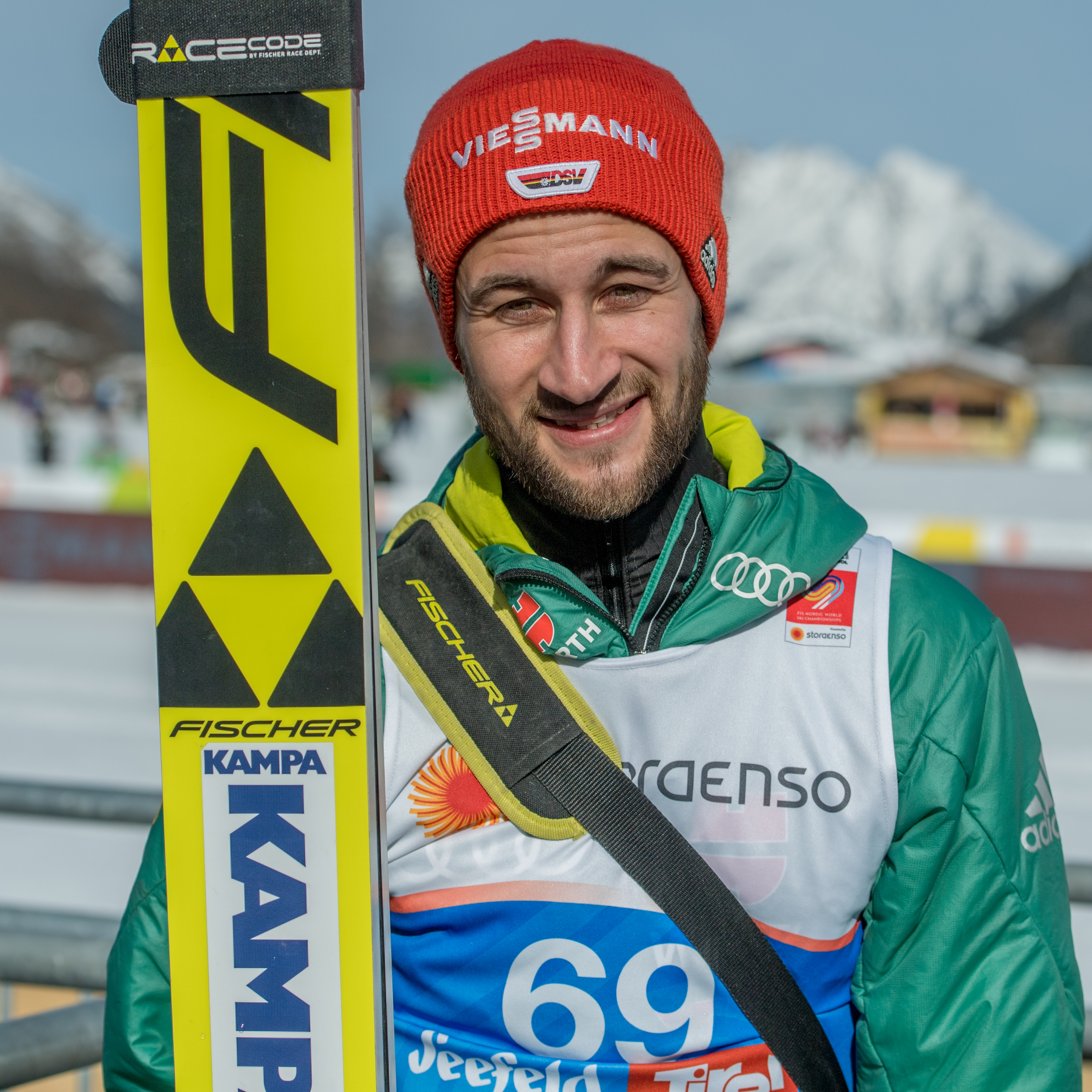
Markus Eisenbichler bei der WM 2019 in Seefeld

### Weltcupsiege im Einzel
| Nr. | Datum             | Ort     | Typ         |
| --- | ----------------- | ------- | ----------- |
| 01. | 22. März 2019     | Planica | Flugschanze |
| 02. | 22. November 2020 | Wisła   | Großschanze |
| 03. | 28. November 2020 | Ruka    | Großschanze |

### Weltcupsiege im Team
| Nr. | Datum             | Ort         | Typ         |
| --- | ----------------- | ----------- | ----------- |
| 01. | 22. November 2014 | Klingenthal | Großschanze |
| 02. | 21. Januar 2017   | Zakopane    | Großschanze |
| 03. | 3. März 2018      | Lahti       | Großschanze |
| 04. | 19. Januar 2019   | Zakopane    | Großschanze |
| 05. | 25. Januar 2020   | Zakopane    | Großschanze |
| 06. | 28. März 2021     | Planica     | Flugschanze |

### Continental-Cup-Siege im Einzel
| Nr. | Datum              | Ort           | Typ         |
| --- | ------------------ | ------------- | ----------- |
| 01. | 18. Januar 2014    | Sapporo       | Großschanze |
| 02. | 19. Januar 2014    | Sapporo       | Großschanze |
| 03. | 31. Januar 2016    | Bischofshofen | Großschanze |
| 04. | 12. März 2016      | Tschaikowski  | Großschanze |
| 05. | 11. September 2016 | Lillehammer   | Großschanze |
| 06. | 17. September 2016 | Stams         | Großschanze |
| 07. | 18. September 2016 | Stams         | Großschanze |
| 08. | 25. September 2016 | Wisła         | Großschanze |
| 09. | 30. September 2016 | Klingenthal   | Großschanze |
| 10. | 24. Februar 2024   | Iron Mountain | Großschanze |
| 11. | 10. März 2024      | Lahti         | Großschanze |
| 12. | 23. Februar 2025   | Iron Mountain | Großschanze |
| 13. | 22. März 2025      | Zakopane      | Großschanze |

## Statistik

### Weltcup-Platzierungen
| Saison  | Platz | Punkte |
| ------- | ----- | ------ |
| 2011/12 | 71.   | 0001   |
| 2013/14 | 44.   | 0099   |
| 2014/15 | 15.   | 0529   |
| 2015/16 | 39.   | 0061   |
| 2016/17 | 08.   | 0807   |
| 2017/18 | 10.   | 0597   |
| 2018/19 | 07.   | 0937   |
| 2019/20 | 23.   | 0304   |
| 2020/21 | 02.   | 1190   |
| 2021/22 | 06.   | 0950   |
| 2022/23 | 15.   | 0607   |
| 2024/25 | 38.   | 0088   |

### Vierschanzentournee-Platzierungen
| Saison  | Platz | Punkte |
| ------- | ----- | ------ |
| 2011/12 | 54.   | 0187,1 |
| 2013/14 | 59.   | 0114,6 |
| 2014/15 | 50.   | 0195,4 |
| 2015/16 | 63.   | 0108,2 |
| 2016/17 | 07.   | 0924,4 |
| 2017/18 | 07.   | 0993,8 |
| 2018/19 | 02.   | 1035,9 |
| 2019/20 | 15.   | 1011,1 |
| 2020/21 | 16.   | 0885,3 |
| 2021/22 | 05.   | 1117,6 |
| 2022/23 | 32.   | 0563,8 |
| 2024/25 | 57.   | 0119,5 |

### Grand-Prix-Platzierungen
| Saison | Platz | Punkte |
| ------ | ----- | ------ |
| 2011   | 69.   | 0012   |
| 2013   | 55.   | 0037   |
| 2014   | 38.   | 0060   |
| 2015   | 50.   | 0049   |
| 2016   | 41.   | 0065   |
| 2017   | 54.   | 0026   |
| 2018   | 47.   | 0035   |
| 2019   | 29.   | 0081   |
| 2021   | 25.   | 0081   |
| 2024   | 48.   | 0036   |

### Continental-Cup-Platzierungen
| Saison  | Sommer | Sommer | Winter | Winter | Gesamt | Gesamt |
| Saison  | Platz  | Punkte | Platz  | Punkte | Platz  | Punkte |
| ------- | ------ | ------ | ------ | ------ | ------ | ------ |
| 2008/09 | –      | –      | 073.   | 070    | 091.   | 070    |
| 2009/10 | –      | –      | 115.   | 011    | 143.   | 011    |
| 2010/11 | –      | –      | 026.   | 242    | 044.   | 242    |
| 2011/12 | 029.   | 079    | 024.   | 296    | 024.   | 375    |
| 2012/13 | –      | –      | 068.   | 069    | 099.   | 069    |
| 2013/14 | 008.   | 200    | 009.   | 514    | 005.   | 714    |
| 2014/15 | 013.   | 215    | –      | –      | 046    | 215    |
| 2015/16 | –      | –      | 004.   | 597    | 011.   | 597    |
| 2016/17 | 001.   | 618    | –      | –      | 015.   | 618    |
| 2017/18 | 042.   | 058    | –      | –      | 088.   | 058    |

### Schanzenrekorde
| Schanze (Hillsize)                 | Ort         | Land       | Weite   | aufgestellt am   | Rekord bis       |
| ---------------------------------- | ----------- | ---------- | ------- | ---------------- | ---------------- |
| Trambulina Valea Cărbunării (HS97) | Râșnov      | Rumänien   | 101,0 m | 20. Februar 2020 | 22. Februar 2020 |
| Bergiselschanze (HS128)*           | Innsbruck   | Österreich | 139,0 m | 3. Januar 2022   | aktuell          |
| Lysgårdsbakken (HS140)             | Lillehammer | Norwegen   | 146,0 m | 16. März 2023    | aktuell          |

* Der Sprung wurde im Probedurchgang erzielt und ist daher nicht offiziell, doch es ist der weiteste gestandene Sprung auf der Schanze.

## Auszeichnungen
- 2019:
  - DSV-Skisportler des Jahres[27]
  - Sportler des Jahres (Mannschaft), 3. Rang (Männer)
  - Sporthilfe Club der Besten: Der Beste
  - Sportler des Monats Februar
- 2020:
  - 10. Rupertiwinkler Dialektpreis für „Verdienste an der Bairischen Sprache“[28]
- 2022:
  - Silbernes Lorbeerblatt[29]